# Yorkana
Yorkana est un borough situé à l'est de la partie centrale du comté de York, en Pennsylvanie, aux États-Unis,. En 2010, il comptait une population de 229 habitants, estimée au 1er juillet 2020 à 224 habitants. Le borough est fondé en 1800 et incorporé en 1913.

## Démographie
Lors du recensement de 2010, le borough comptait une population de 242 habitants. Elle est estimée, en 2020, à 224 habitants.